# Wilfried Dietrich

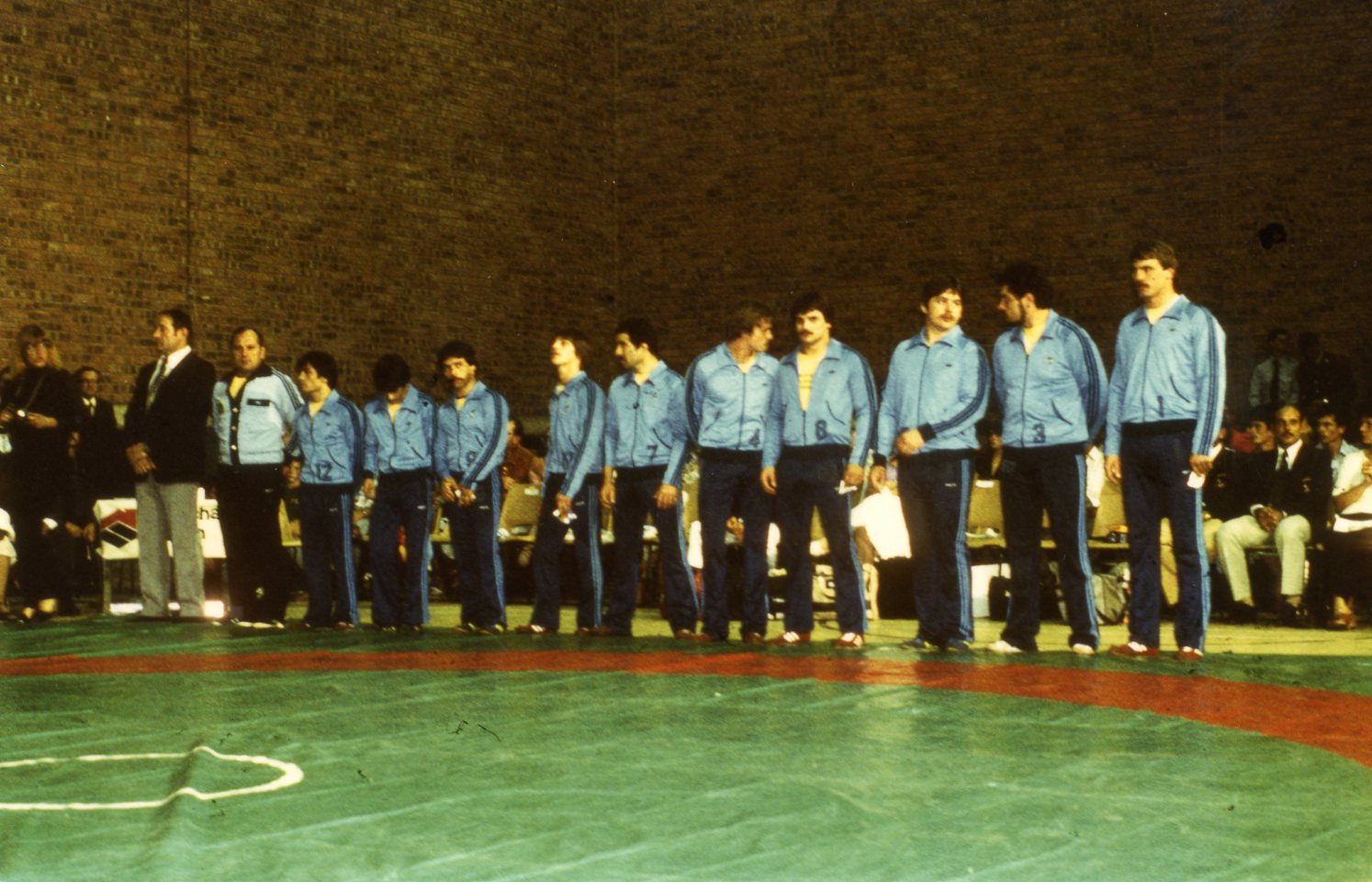
Wilfried Dietrich mit der deutschen Ringer-Nationalmannschaft 1981 (Erster von links)

Wilfried Dietrich (* 14. Oktober 1933 in Schifferstadt; † 2. Juni 1992 in Durbanville, Südafrika) war ein deutscher Ringer. Der größte Erfolg des „Krans von Schifferstadt“ war der Gewinn der olympischen Goldmedaille im Freistilringen 1960 in Rom.

## Leben
Wilfried Dietrich gewann in seiner Laufbahn zwischen 1951 und 1977 insgesamt 30 deutsche Meisterschaften (Einzeltitel und Mannschaftstitel mit dem VfK Schifferstadt sowie mit dem ASV Mainz 1888).
Dietrich trat dabei immer in der höchsten Gewichtsklasse an. Diese begann zu Beginn seiner Karriere bei 87 kg Körpergewicht, 1962 aufgrund einer neuen Gewichtsklasseneinteilung durch den Internationalen Ringerverband (FILA) bei 97 kg Körpergewicht. 1969 wurden zwei neue Gewichtsklassen zu den bis dahin bestehenden acht eingeführt, das Papiergewicht bis 48 kg Körpergewicht und das Schwergewicht, bis 100 kg Körpergewicht. Die Gewichtsklasse über 100 kg Körpergewicht bezeichnete man nunmehr als Superschwergewicht.
Höhepunkt seiner Ringerlaufbahn war der Olympiasieg im freien Stil 1960 in Rom. Im darauf folgenden Jahr bestätigte Dietrich diesen Erfolg mit dem Gewinn des Weltmeistertitels in Yokohama. Weitere Olympiamedaillen gewann er 1956 in Melbourne (Silber im griechisch-römischen Stil), 1960 in Rom (Silber im griechisch-römischen Stil), 1964 in Tokio (Bronze im griechisch-römischen Stil) und 1968 in Mexiko-Stadt (Bronze im Freistil).

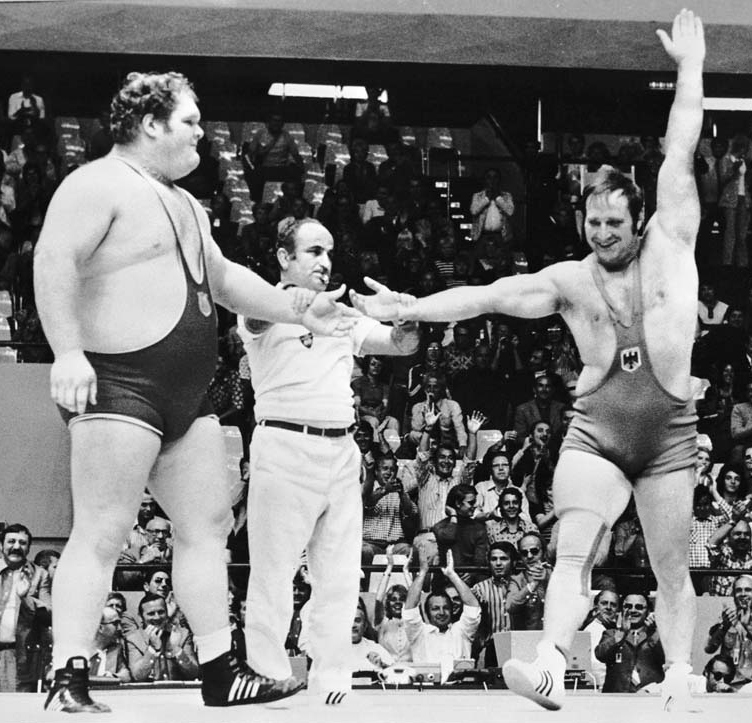
Wilfried Dietrich (rechts) nach seinem sensationellen Schultersieg über Chris Taylor (USA)

Im Jahr 1968 war Wilfried Dietrich bei der Eröffnungsfeier der Olympischen Spiele Fahnenträger der bundesdeutschen Mannschaft.
Bei seinen letzten Olympischen Spielen 1972 in München blieb Wilfried Dietrich zwar ohne Medaille. Aber er landete einen sensationellen Schultersieg gegen seinen 182 kg schweren Gegner Chris Taylor aus den USA.
Im Jahr 1977 beendete Wilfried Dietrich seine aktive Laufbahn und wurde als „Kran von Schifferstadt“ eine Ringer-Legende.
Dietrich erlag 1992 im Alter von 58 Jahren einem Herzinfarkt in Durbanville. In diesem Vorort Kapstadts in Südafrika hatte er zusammen mit seiner zweiten Ehefrau gelebt. Wilfried Dietrich ist auf dem Waldfriedhof in Schifferstadt beigesetzt.

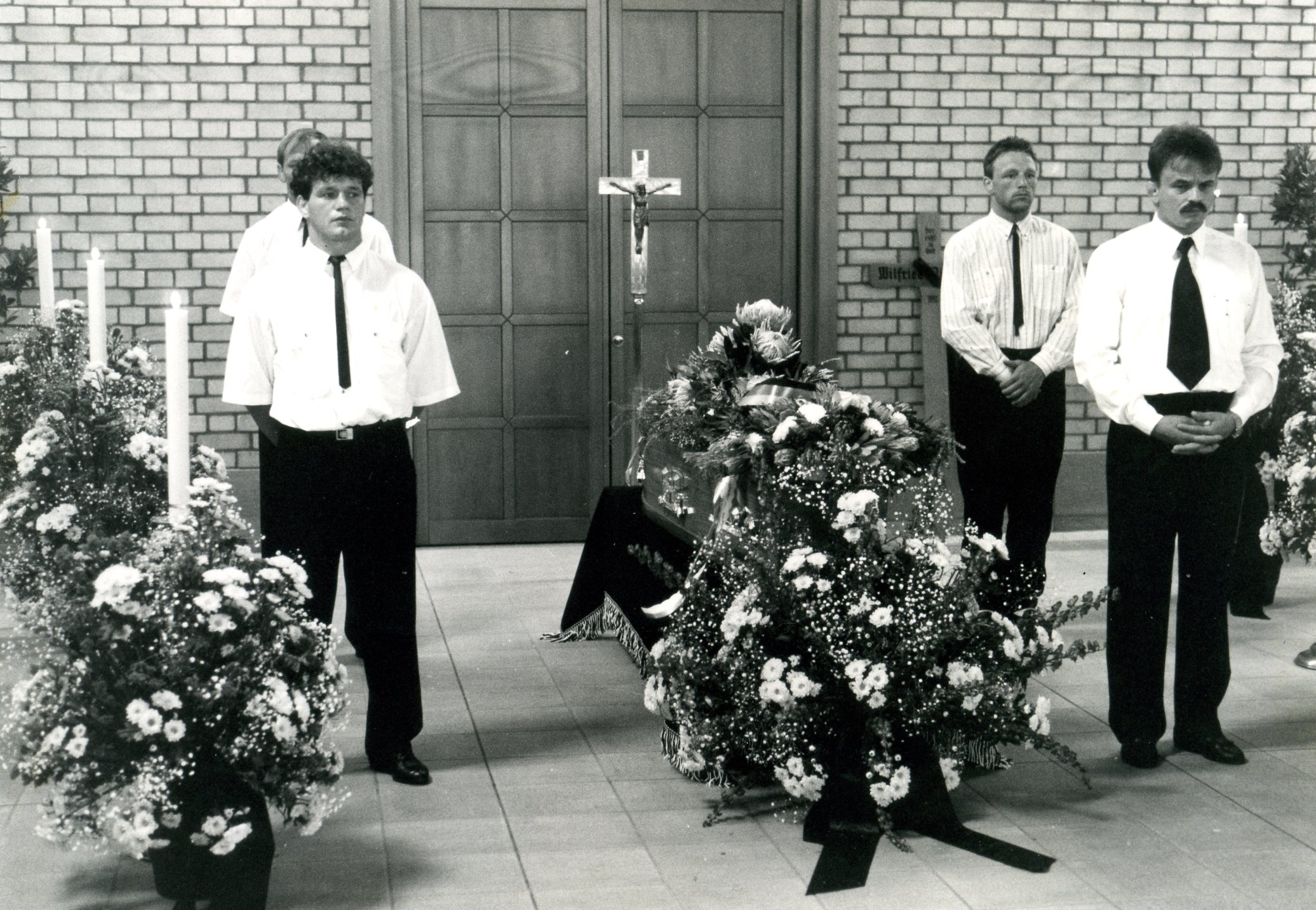
Trauerfeier für Wilfried Dietrich, 1992

## Würdigungen
Wilfried Dietrich wird von vielen Experten als ein Jahrhunderttalent des Ringens bezeichnet. Denn es gelang nur wenigen Kämpfern, in beiden Stilarten olympisches Edelmetall zu „erringen“.
Im Jahr 1969 wurde Dietrich zum Schifferstadter Ehrenbürger ernannt. Am 6. Mai 2008 wurde er in die Hall of Fame des deutschen Sports aufgenommen.
Im Juni 2008 ersteigerte Dietrichs Bruder Günther dessen sportlichen Nachlass für über 25.000 Euro und führte ihn aus Südafrika nach Deutschland zurück. Dieser Nachlass wurde Grundstein für ein Ringermuseum, das 2010 in Schifferstadt gegründet wurde. Nach einem Wasserschaden wurde das Museum im Jahr 2020 vorerst geschlossen.
Für seine Verdienste um den Ringersport wurde Wilfried Dietrich im September 2014 in die FILA International Wrestling Hall of Fame aufgenommen.

## Internationale Erfolge

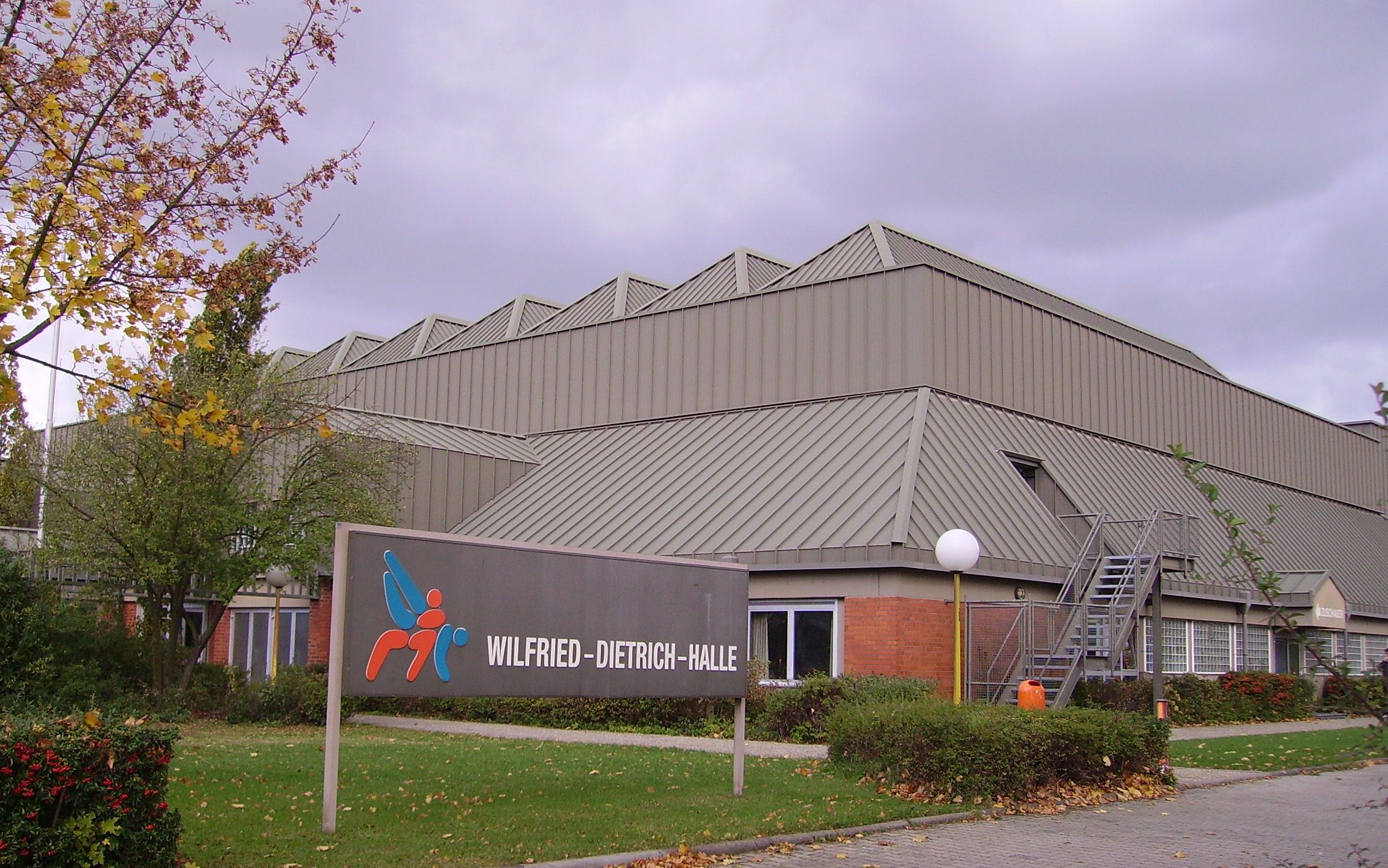
Wilfried-Dietrich-Halle in Schifferstadt, 2006

(Anm.: OS = Olympische Spiele, WM = Weltmeisterschaften, EM = Europameisterschaften, GR = griechisch-römischer Stil, F = Freistil, S = Schwergewicht, SS = Superschwergewicht, Klasse = Gewichtsklasse)
| Jahr | Platz  | Wettbewerb                  | Stil | Klasse | Bemerkungen |
| ---- | ------ | --------------------------- | ---- | ------ | --- |
| 1955 | 6.     | WM in Karlsruhe             | GR   | S      | mit Siegen über Alexandru Șuli, Rumänien u. Ladislav Baksaj, Jugoslawien u. einer Niederlage gegen Hamit Kaplan, Türkei                                                                                       |
| 1956 | Silber | OS in Melbourne             | GR   | S      | mit Siegen über Bertil Antonsson, Schweden, Hussein Mehmedow, Bulgarien, Hamit Kaplan u. Adelmo Bulgarelli, Italien u. einer Niederlage gegen Anatoli Parfenow, UdSSR                                         |
| 1957 | 2.     | WM in Istanbul              | F    | S      | mit Siegen über Shunichi Kawano, Japan, Gholamreza Takhti, Iran u. Lucjan Sosnowski, Polen u. Unentschieden gegen Hussein Mehmedow u. Hamit Kaplan                                                            |
| 1958 | 1.     | Turnier in Udine            | GR   | S      | vor Giuseppe Marcucci, Italien u. Ladislav Baksaj |
| 1959 | 1.     | Turnier in Savona           | GR   | S      | vor Adelmo Bulgarelli u. Suleyman Bastimur, Türkei |
| 1959 | 1.     | Turnier in Split            | GR   | S      | vor István Kozma, Ungarn, Suleyman Bastimur, Bertil Antonsson, Hussein Mehmedow u. Ladislav Baksaj |
| 1960 | Silber | OS in Rom                   | GR   | S      | mit Siegen über Ragnar Svensson, Schweden u. Radoslaw Kassabow, Bulgarien u. Unentschieden gegen Bohumil Kubát, Tschechoslowakei u. Iwan Bohdan, UdSSR                                                        |
| 1960 | Gold   | OS in Rom                   | F    | S      | mit Siegen über Ray Mitchell, Australien, Max Widmer, Schweiz, Bertil Antonsson, Yaqub-Ali Shourvazi, Iran, Pietro Marascalchi, Italien u. Sawkus Dscharasow, UdSSR u. einem Unentschieden gegen Hamit Kaplan |
| 1961 | 1.     | WM in Yokohama              | F    | S      | mit Siegen über Isamu Ohtsuka, Japan, Hossein Noori, Iran u. Alexander Medwed, UdSSR u. Unentschieden gegen János Reznák, Ungarn u. Hamit Kaplan                                                              |
| 1962 | 1.     | Turnier in Klippan/Schweden | GR   | S      | vor Ragnar Svensson u. Stoykow, Jugoslawien |
| 1962 | 1.     | Turnier in Belgrad          | GR   | S      | vor István Kozma u. Anatoli Parfenow |
| 1962 | 3.     | WM in Toledo/USA            | GR   | S      | mit Siegen über Akeo Nojima, Japan, Hallow Wilson, USA, Radoslaw Kassabow u. Hamit Kaplan, einem Unentschieden gegen Anatoli Roschtschin, UdSSR u. einer Niederlage gegen István Kozma                        |
| 1962 | 3.     | WM in Toledo/USA            | F    | S      | mit Siegen über Aziz Keyani, Iran u. Ragnar Svensson u. Unentschieden gegen Ljutwi Dschiber Achmedow, Bulgarien u. Hamit Kaplan                                                                               |
| 1963 | 4.     | WM in Sofia                 | F    | S      | mit Siegen über Hamit Arslan, Türkei u. Alwyn Visser, Südafrika, einem Unentschieden gegen János Reznák u. einer Niederlage gegen Ljutwi Dschiber Achmedow                                                    |
| 1963 | 6.     | WM in Helsingborg           | GR   | S      | mit einem Sieg über Werner Tschimmel, DDR, Unentschieden gegen István Kozma u. Ljutwi Dschiber Achmedow u. einer Niederlage gegen Anatoli Roschtschin                                                         |
| 1964 | 2.     | Turnier in Klippan          | GR   | S      | hinter Ragnar Svensson u. vor Lennart Eriksson, Schweden |
| 1964 | Bronze | OS in Tokio                 | GR   | S      | mit Siegen über Tsuneharu Sugiyama, Japan u. Radoslaw Kassabow u. Niederlagen gegen Anatoli Roschtschin u. István Kozma                                                                                       |
| 1964 | 7.     | OS in Tokio                 | F    | S      | mit einem Sieg über Arne Robertsson, Schweden, einem Unentschieden gegen Hamit Kaplan u. einer Niederlage gegen Larry Kristoff, USA                                                                           |
| 1967 | 5.     | EM in Minsk                 | GR   | S      | mit einem Sieg über Radoslaw Kassabow u. Unentschieden gegen Nikolai Schmakow, UdSSR u. István Kozma |
| 1967 | 1.     | EM in Istanbul              | F    | S      | mit Siegen über László Nyers, Ungarn, Arne Robertsson, Bohumil Kubát, Osman Duraliew, Bulgarien u. Wladimir Saunin, UdSSR, trotz einer Niederlage gegen Gıyasettin Yılmaz, Türkei                             |
| 1968 | Bronze | OS in Mexiko-Stadt          | F    | S      | mit Siegen über Harry Geris, Kanada, Wieslaw Bochenski, Polen, Olziisaihany Erdeneochir, Mongolei u. Ștefan Stîngu, Rumänien u. Niederlagen gegen Osman Duraliew u. Alexander Medwed                          |
| 1969 | 5.     | EM in Sofia                 | F    | S      | mit einem Unentschieden gegen Omar Topuz, Türkei u. einer Niederlage gegen Osman Duraliew |
| 1969 | 2.     | WM in Mar del Plata         | GR   | SS     | mit Siegen über Merv Holden, Kanada u. Petar Donew, Bulgarien u. einem Unentschieden gegen Anatoli Roschtschin                                                                                                |
| 1970 | 1.     | Turnier in Teheran          | F    | SS     | vor Filabi, Iran u. Osman Duraliew |
| 1972 | 1.     | Turnier in Bukarest         | F    | SS     | vor Ștefan Stîngu u. Ladislau Șimon, bde. Rumänien |
| 1972 | 1.     | Turnier in Växjö            | F    | SS     | vor Arne Robertsson u. Andre Burek, Tschechoslowakei |
| 1972 | 5.     | OS in München               | F    | SS     | mit Siegen über Oldrich Vlasak, Tschechoslowakei u. Istvan Marothy, Ungarn u. Niederlagen gegen Chris Taylor, USA u. Alexander Medwed                                                                         |
| 1972 | 4.     | OS in München               | GR   | SS     | mit Siegen über Chris Taylor u. Raimo Karlsson, Finnland und Niederlagen gegen Victor Dolipschi, Rumänien u. Anatoli Roschtschin                                                                              |

## Ehrungen
- Ehrenbürger der Stadt Schifferstadt 1969
- Hall of Fame des deutschen Sports 2008
- Hall of Fame FILA 2014
- Legende des Ringersports 2015

## Deutsche Meisterschaften
| Jahr | Platz | Stil | Klasse |                                                                |
| ---- | ----- | ---- | ------ | -------------------------------------------------------------- |
| 1955 | 1.    | GR   | S      | vor Otto Hartwig, Untertürkheim u. Heinz Volb, Eckenheim       |
| 1955 | 1.    | F    | S      | vor Franz Wiesholler, Witten-Annen u. Werner Schreiner, Ketsch |
| 1956 | 1.    | GR   | S      | vor Hans Huber, Regensburg u. Hans Gietl, Botnang              |
| 1957 | 1.    | GR   | S      | vor Otto Hartwig u. Werner Schreiner                           |
| 1957 | 1.    | F    | S      | vor Otto Hartwig u. Heinz Volb                                 |
| 1958 | 1.    | GR   | S      | vor Günter Krehl, Feuerbach u. Heinz Volb                      |
| 1958 | 1.    | F    | S      | vor Werner Reinlein, Lichtenfels u. Ludwig Gehron, Pirmasens   |
| 1959 | 1.    | GR   | S      | vor Heinrich Dietz, Langendiebach u. Emil Öhmen, Duisdorf      |
| 1959 | 1.    | F    | S      | vor Werner Reinlein u. Hans Huber                              |
| 1960 | 1.    | GR   | S      | vor Karl-Heinz Gerdsmeier, Aschaffenburg u. Werner Schreiner   |
| 1960 | 1.    | F    | S      | vor Hans Huber u. Karl-Heinz Gerdsmeier                        |
| 1961 | 1.    | GR   | S      | vor Karl-Heinz Gerdsmeier u. Josef Hucker, Unterelchingen      |
| 1961 | 1.    | F    | S      | vor Josef Hucker u. Otto Hartwig                               |
| 1962 | 1.    | GR   | S      | vor Karl-Heinz Gerdsmeier u. Willi Kiefer, Mainz               |
| 1962 | 1.    | F    | S      | vor Heinrich Dietz u. Theo Löhrer, Efferen                     |
| 1963 | 1.    | GR   | S      | vor Emil Neunkirchen, Rheydt u. Alfred Weger, Schonungen       |
| 1963 | 1.    | F    | S      | vor Heinz Volb u. Roland Bock, Feuerbach                       |
| 1964 | 1.    | GR   | S      | vor Heinz Eichelbaum, Dortmund u. Karl-Heinz Gerdsmeier        |
| 1964 | 1.    | F    | S      | vor Hans Focken, Krefeld u. Willi Kiefer                       |
| 1965 | 1.    | GR   | S      | vor Heinz Eichelbaum u. Josef Gammel, München-Neuaubing        |
| 1965 | 1.    | GR   | F      | vor Roland Bock u. Heinz Eichelbaum                            |
| 1966 | 1.    | GR   | S      | vor Roland Bock u. Heinz Eichelbaum                            |
| 1966 | 1.    | F    | S      | vor Roland Bock u. Helmut Löw, Nürnberg                        |
| 1967 | 1.    | GR   | S      | vor Horst Schwarz, Untertürkheim u. Heinz Eichelbaum           |
| 1967 | 1.    | F    | S      | vor Gerd Volz, Mainz u. Heinz Eichelbaum                       |
| 1970 | 1.    | F    | SS     | vor Heinz Eichelbaum u. Emil Neunkirchen                       |
| 1971 | 1.    | F    | SS     | vor Gerd Volz u. Gerhard Trutnau, Hanau                        |
| 1972 | 1.    | F    | SS     | vor Gerd Volz u. Heiner Raber                                  |
| 1973 | 1.    | F    | SS     | vor Heinz Eichelbaum u. Gerd Volz                              |
| 1974 | 1.    | GR   | SS     | vor Lorenz Hecher, Hallbergmoos u. Gerd Volz                   |

## Gesamtdeutsche Olympiaqualifikationen
| Jahr | Platz | Stil | Klasse |                                                                  |
| ---- | ----- | ---- | ------ | ---------------------------------------------------------------- |
| 1960 | 1.    | F    | S      | vor Hans Huber, Horst Czech u. Hans Päschke, bde. Leipzig        |
| 1960 | 1.    | GR   | S      | vor Werner Tschimmel, Luckenwalde, Hans Huber u. Müller, Rostock |
| 1964 | 1.    | GR   | S      | vor Dieter Jerschneck, Luckenwalde                               |
| 1964 | 1.    | F    | S      | vor Peter Germer, Jena                                           |